# German Angst
German Angst è un film dell'orrore e fantastico del 2015 in tre episodi, diretti da Jörg Buttgereit (Final Girl), Michal Kosakowski (Esprimi un desiderio) e Andreas Marschall (Alraune).

## Trama
Il film è articolato in tre episodi disgiunti fra loro, ma tutti di genere horror-fantastico e ambientati a Berlino.

## Episodi
- Final Girl: Un'adolescente vive in un appartamento insieme con i suoi due porcellini d'India. In una stanza giace un uomo adulto, legato a un letto, imbavagliato e bendato. La ragazza infierisce sull'uomo castrandolo e infine decapitandolo, mentre vediamo rapidi flash delle violenze da lei subite da parte di colui che è ora divenuto sua vittima. Ma forse la vendetta della ragazza è solo una sua fantasia. Esce da casa con due bagagli, mentre un uomo, forse il padre, la osserva alla finestra.
- Esprimi un desiderio: Una coppia di giovani polacchi sordomuti viene attaccata da un gruppo di naziskin. Uno dei due giovani possiede però un amuleto, ereditato dalla nonna, dai poteri magici: il monile consente di scambiare i corpi di due persone.
- Alraune: Un uomo in cerca di sensazioni estreme si imbatte in un sex club che promette del sesso speciale, grazie agli effetti psichedelici di una bevanda ottenuta dalla mandragora. L'uomo si ritroverà al centro di un'esperienza di estasi e orrore.

## Distribuzione
Proiettato in prima mondiale nel 2015 all'International Film Festival Rotterdam, in Italia il film è stato presentato dal TOHorror Film Fest nel 2016.